# Yucatántroepiaal
De Yucatántroepiaal (Icterus auratus) is een zangvogel uit de familie Icteridae (troepialen).

## Verspreiding en leefgebied
Deze soort is endemisch in zuidoostelijk Mexico.